# Cioară americană
Cioara americană (Corvus brachyrhynchos) este o specie mare de pasăre paseriformă din familia Corvidae. Se întâlnește în cea mai mare parte a Americii de Nord. Deși cioara americană și cioara grivă sunt foarte asemănătoare ca mărime, structură și comportament, strigătele și aspectul lor vizual sunt diferite.

## Taxonomie și sistematică
Cioara americană a fost descrisă de ornitologul german Christian Ludwig Brehm în 1822. Denumirea științifică înseamnă literalmente „cioară cu cioc scurt”, din greaca veche βραχυ- brachy- („scurt”) și ρυνχος rhynchos („cu cioc”).
O analiză genetică a genului Corvus efectuată în 2012 de Knud A Jønsson și colegii săi, folosind ADN nuclear și mitocondrial, a calculat că cioara americană s-a separat dintr-o linie genetică care a dat naștere ciorilor negre și grive în urmă cu aproximativ 5 milioane de ani.
„Cioara americană” a fost desemnată denumirea oficială de către Uniunea Internațională a Ornitologilor (IOC).

### Subspecii
Numărul subspeciilor variază în funcție de autorități, fiind cuprins între trei și cinci. Taxonomia neclară a ciorii de nord-vest, care anterior era propria sa specie, a complicat determinarea subspeciilor. Subspeciile diferă în ceea ce privește proporția ciocului. Păsările sunt mai mici în vestul îndepărtat și pe coasta sudică.
- C. b. brachyrhynchos (Brehm, 1822) – cioară estică: nord-estul Statelor Unite, estul Canadei și împrejurimi. Subspecia nominalizată și cea mai mare.
- C. b. hesperis (Ridgway, 1887) – cioară vestică: vestul Americii de Nord, cu excepția nordului arctic, a nord-vestului Pacificului și a sudului extrem. În general, este mai mică, cu un cioc proporțional mai subțire și o voce gravă.[7]
- C. b. caurinus (Baird, 1858) – cioară de nord-vest: din pădurile tropicale temperate din Pacific a fost considerată anterior o specie distinctă ca C. caurinus, având în medie dimensiuni mai mici decât alte ciori americane și un glas mai răgușit.[8] Formează un roi hibrid cu cioara americană (sensu stricto) pe coasta Washingtonului și a Columbiei Britanice.[9] Societatea Ornitologică Americană a grupat cioara de nord-vest cu cioara americană în 2020.[10] Acum este considerată o variație geografică în cadrul C. b. hesperis.[11]
- C. b. pascuus (Coues, 1899) – cioară de Florida: Florida. De mărime medie, cu aripi scurte, dar cu cioc și picioare foarte lungi.[7]
- C. b. paulus (Howell, 1913) – cioară sudică: sudul Statelor Unite. Mai mică în ansamblu, factură de asemenea mică.[12]

## Descriere

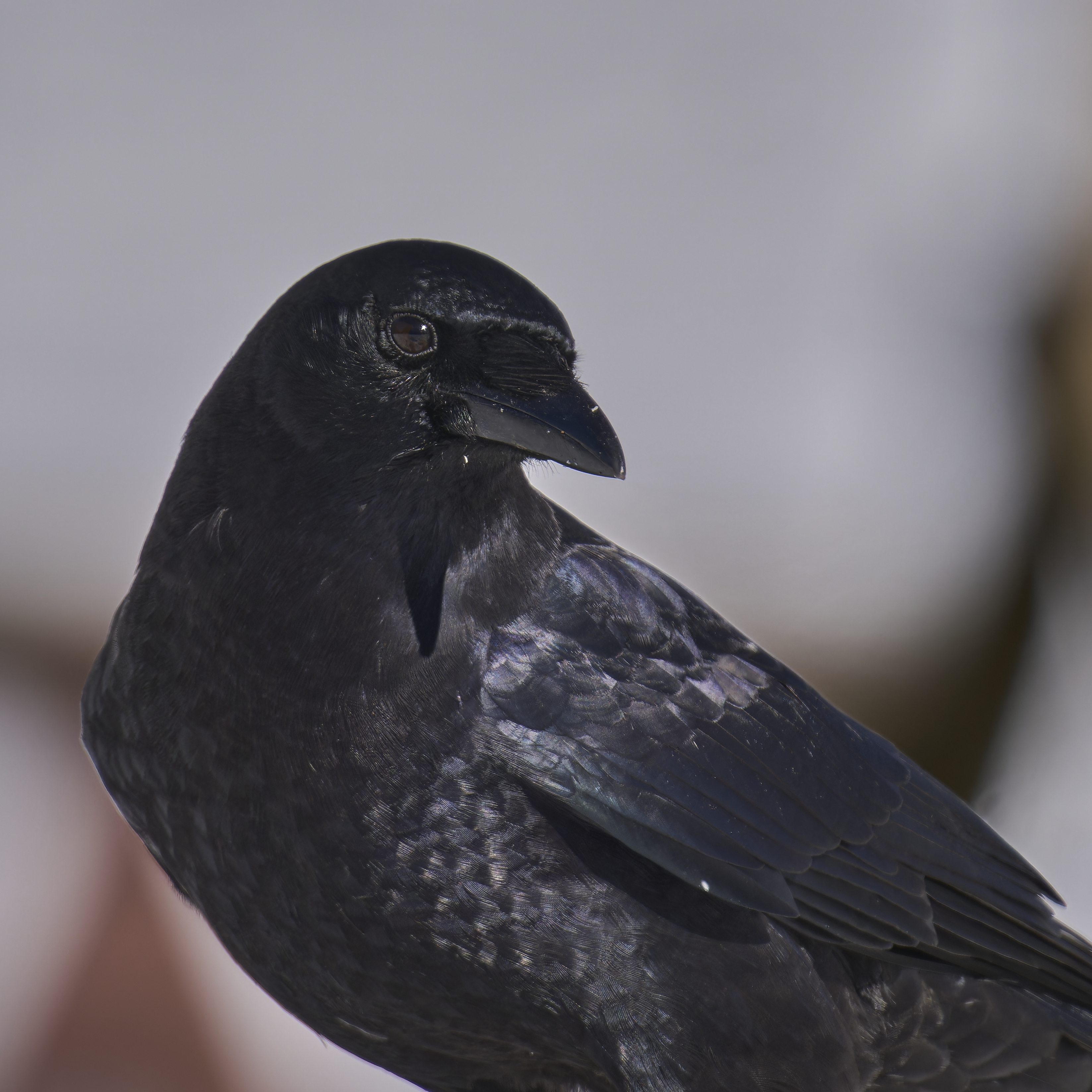
Corvus brachyrhynchos

Cioara americană este o pasăre mare, cu pene negre irizate pe toată suprafața. Picioarele și ciocul sunt de asemenea negre. Are o lungime de 40-53 cm, din care coada reprezintă aproximativ 40%. Coarda aripii este cuprinsă între 24,5 și 33 cm, iar anvergura aripilor variază între 85 și 100 cm. Lungimea ciocului poate fi cuprinsă între 3 și 5,5 cm, variind puternic în funcție de locație. Tarsul are între 5,5 și 6,5 cm iar coada între 13,5 și 19 cm. Masa corporală poate varia de la 316 la 620 grame. Masculii tind să fie mai mari decât femelele.
Cel mai obișnuit strigăt este un caaw-caaw-caaw puternic, scurt și rapid. De obicei, păsările își mișcă capul în sus și în jos în timp ce lansează acest strigăt. Ciorile americane pot produce, de asemenea, o mare varietate de sunete și uneori imită zgomotele produse de alte animale, inclusiv de alte păsări, cum ar fi bufnițele bărboase.
Durata medie de viață a ciorii americane în sălbăticie este de 7-8 ani. Se știe că păsările captive au trăit până la 30 de ani.

## Comportament
Studiul comportamentului ciorilor americane este laborios din cauza dificultății de a le prinde pentru a le marca, ca să nu mai vorbim de a le prinde din nou. Astfel, o mare parte a comportamentului lor, inclusiv rutina zilnică, migrația, mutarea, supraviețuirea, vârsta primei împerecheri, dezvoltarea puiilor și natura ajutoarelor din cuib, rămâne puțin studiate.

### Hrană
Cioara americană este omnivoră. Se hrănește cu nevertebrate de toate tipurile, hoituri, resturi de hrană umană, fructe, nuci, semințe, ouă și pui, pești eșuați pe mal și diverse cereale. Ciorile americane sunt vânători activi și pradă șoareci, iepuri tineri, broaște și alte animale mici. Iarna și toamna, dieta ciorilor americane depinde mai mult de nuci și ghinde. Ocazional, ele vizitează hrănitoarele pentru păsări. Este una dintre puținele specii de păsări care au fost observate modificând și folosind unelte pentru a obține hrană.
La fel ca majoritatea ciorilor, caută la gropile de gunoi, împrăștiind gunoiul în acest proces. Acolo unde sunt disponibile, porumbul, grâul și alte culturi sunt hrana preferată. Aceste obiceiuri au făcut ca cioara americană să fie considerată o pacoste. Cu toate acestea, se bănuiește că daunele aduse culturilor sunt compensate de serviciul pe care cioara americană îl oferă prin consumul de insecte dăunătoare.

## Galerie

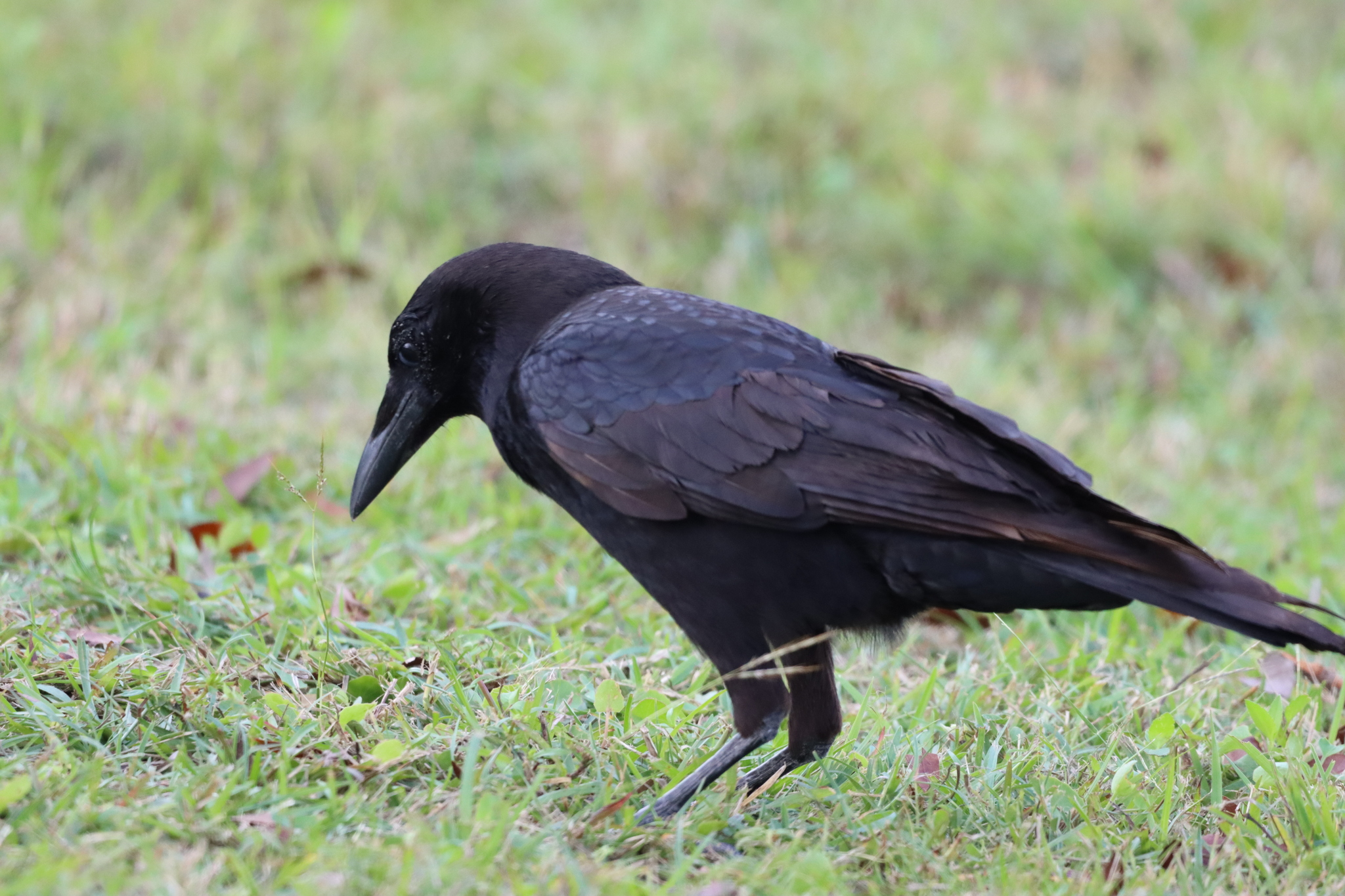
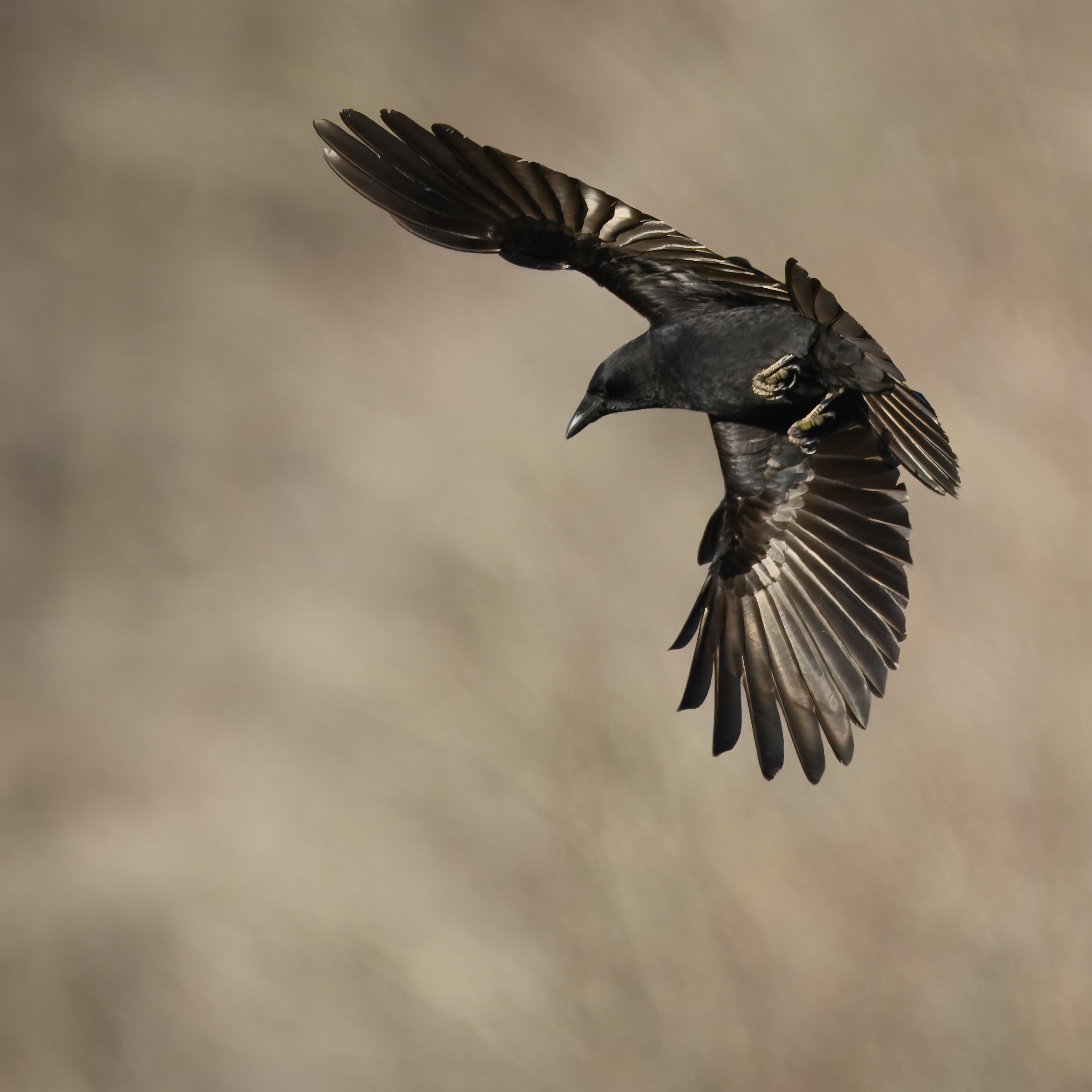
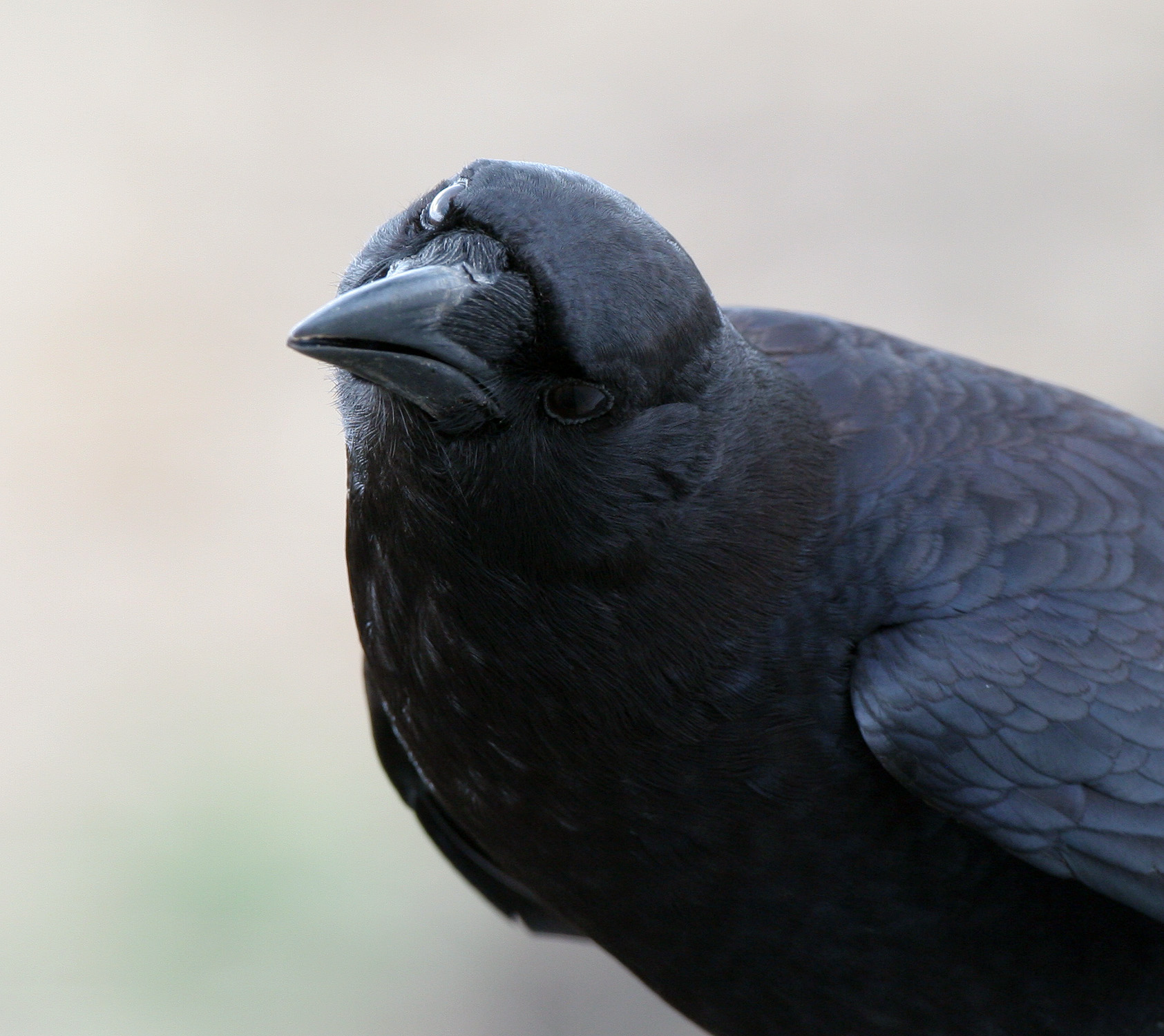
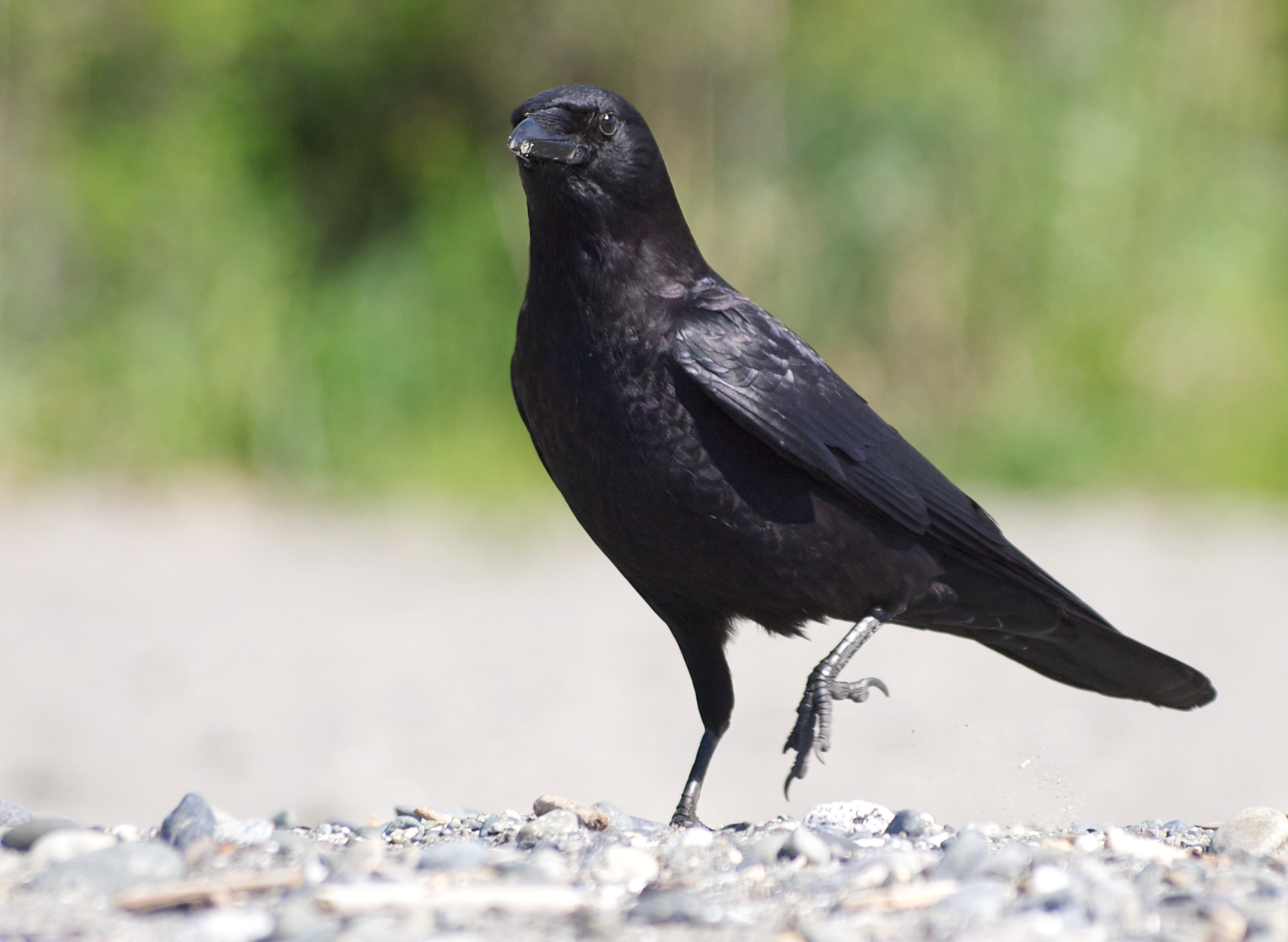
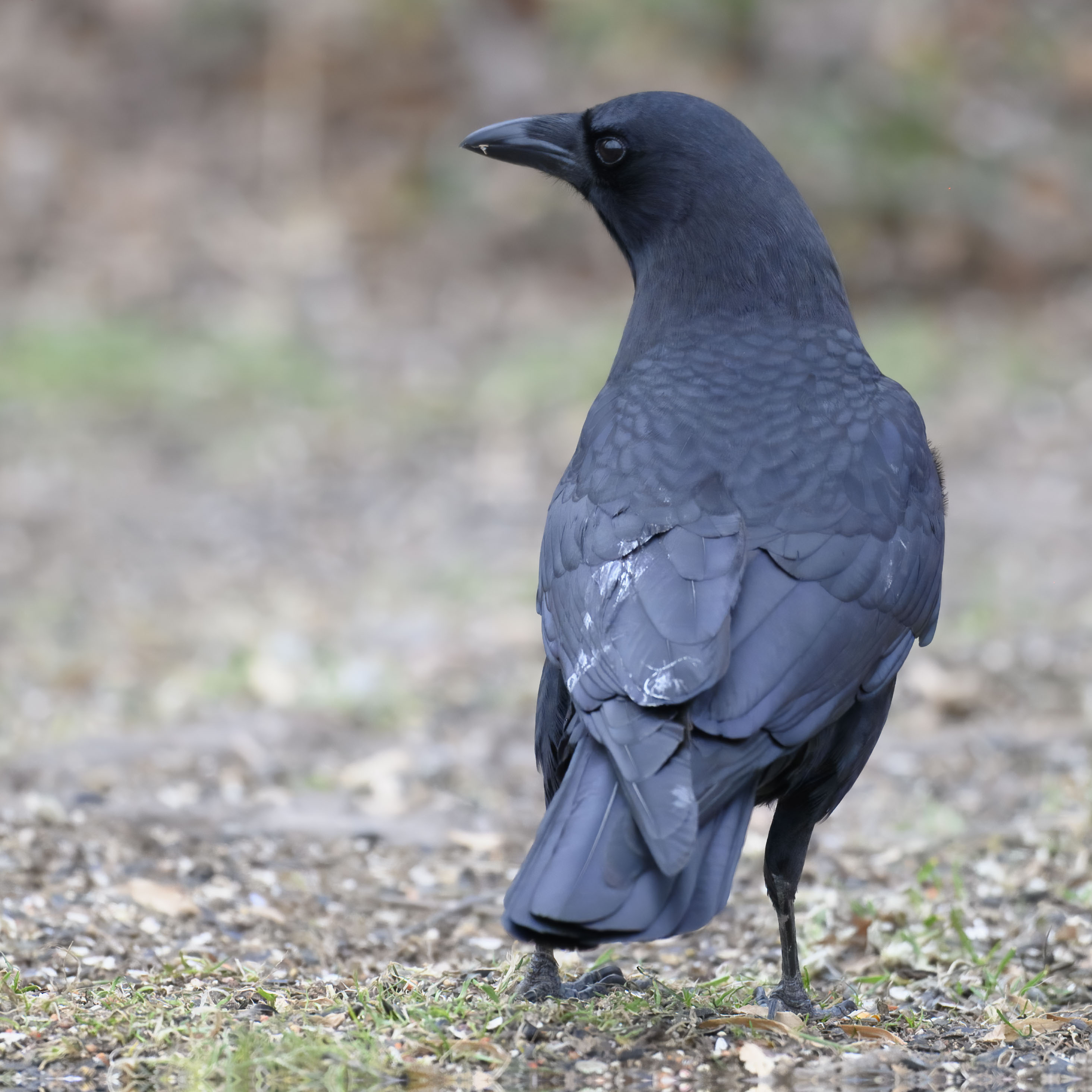
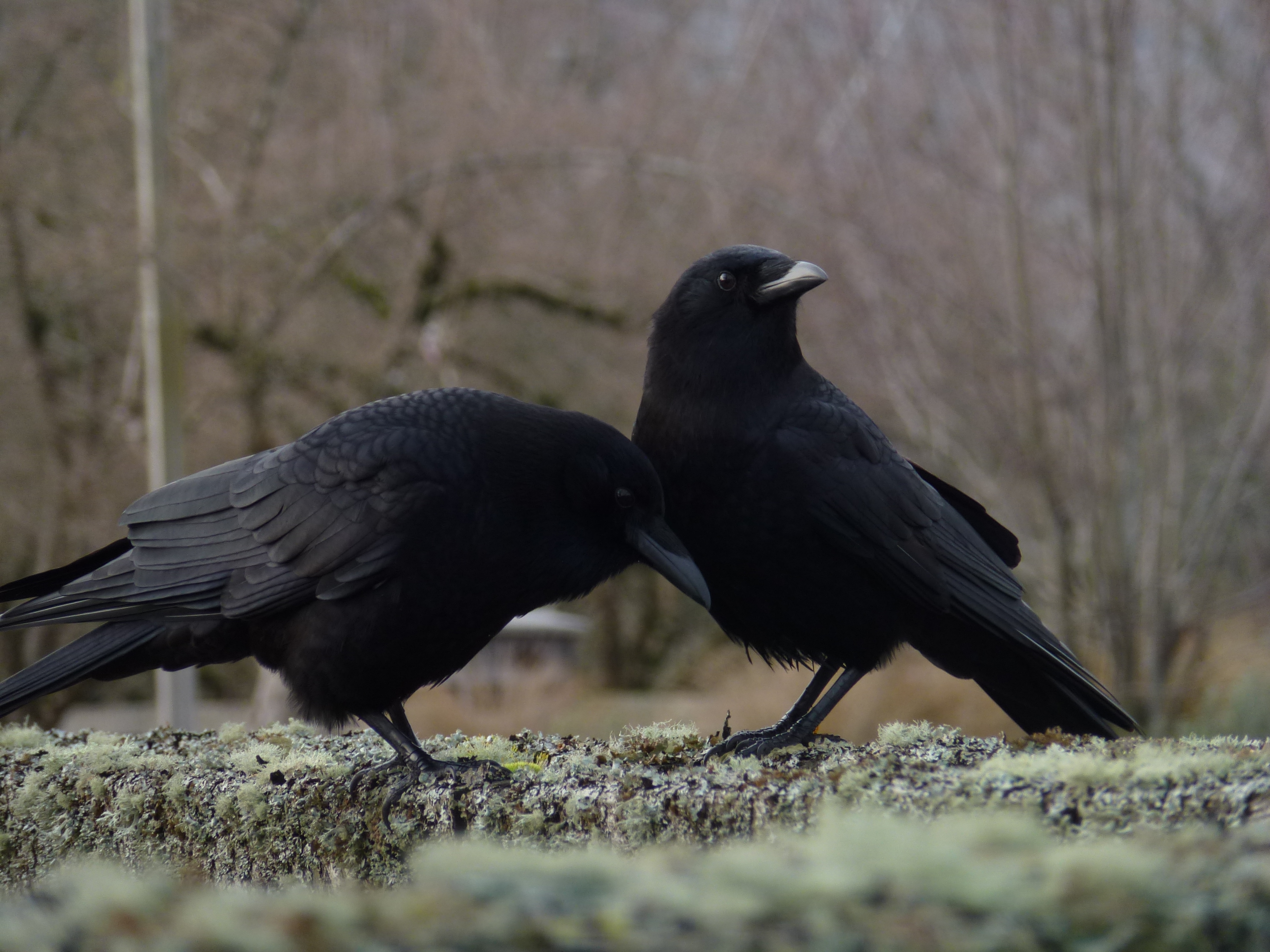
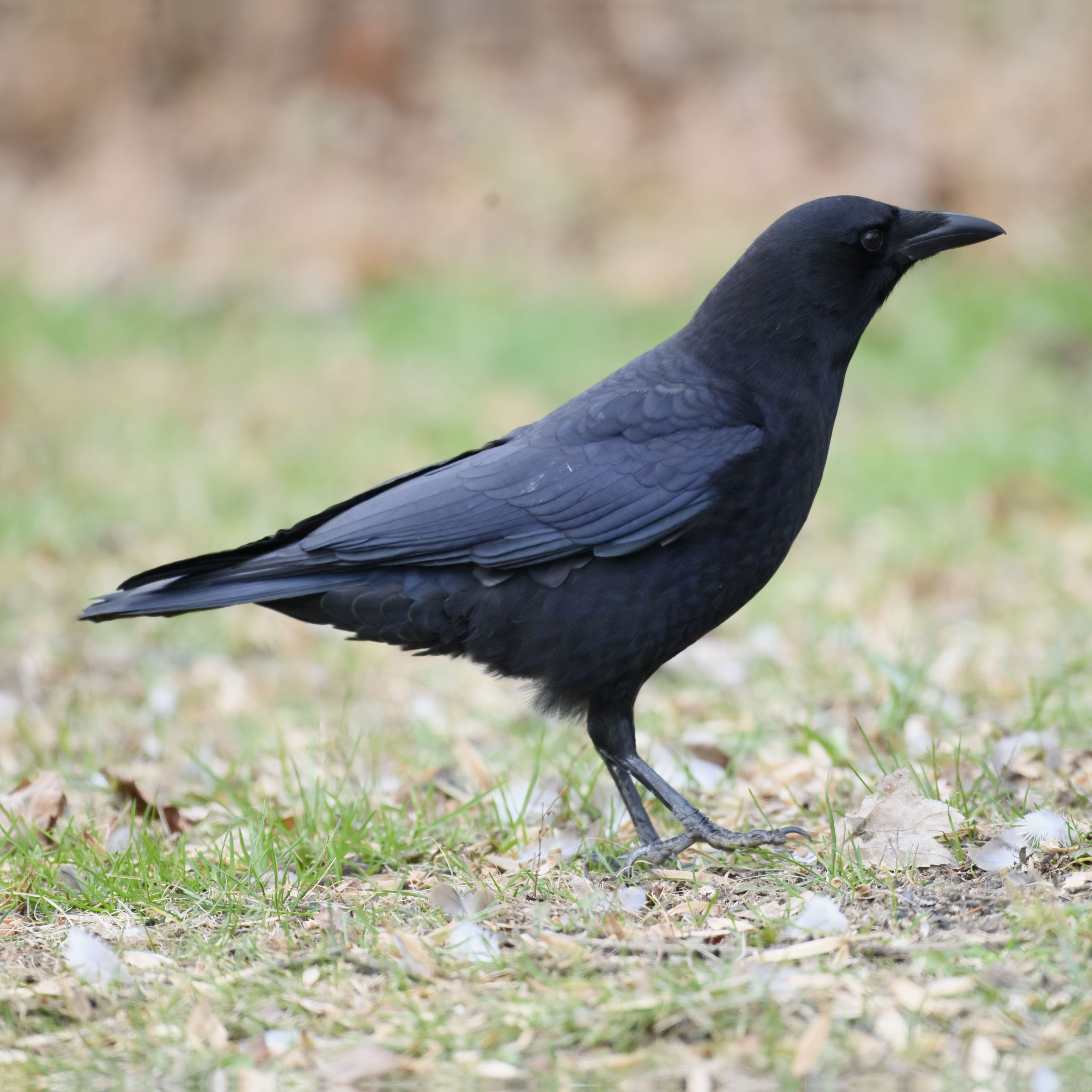
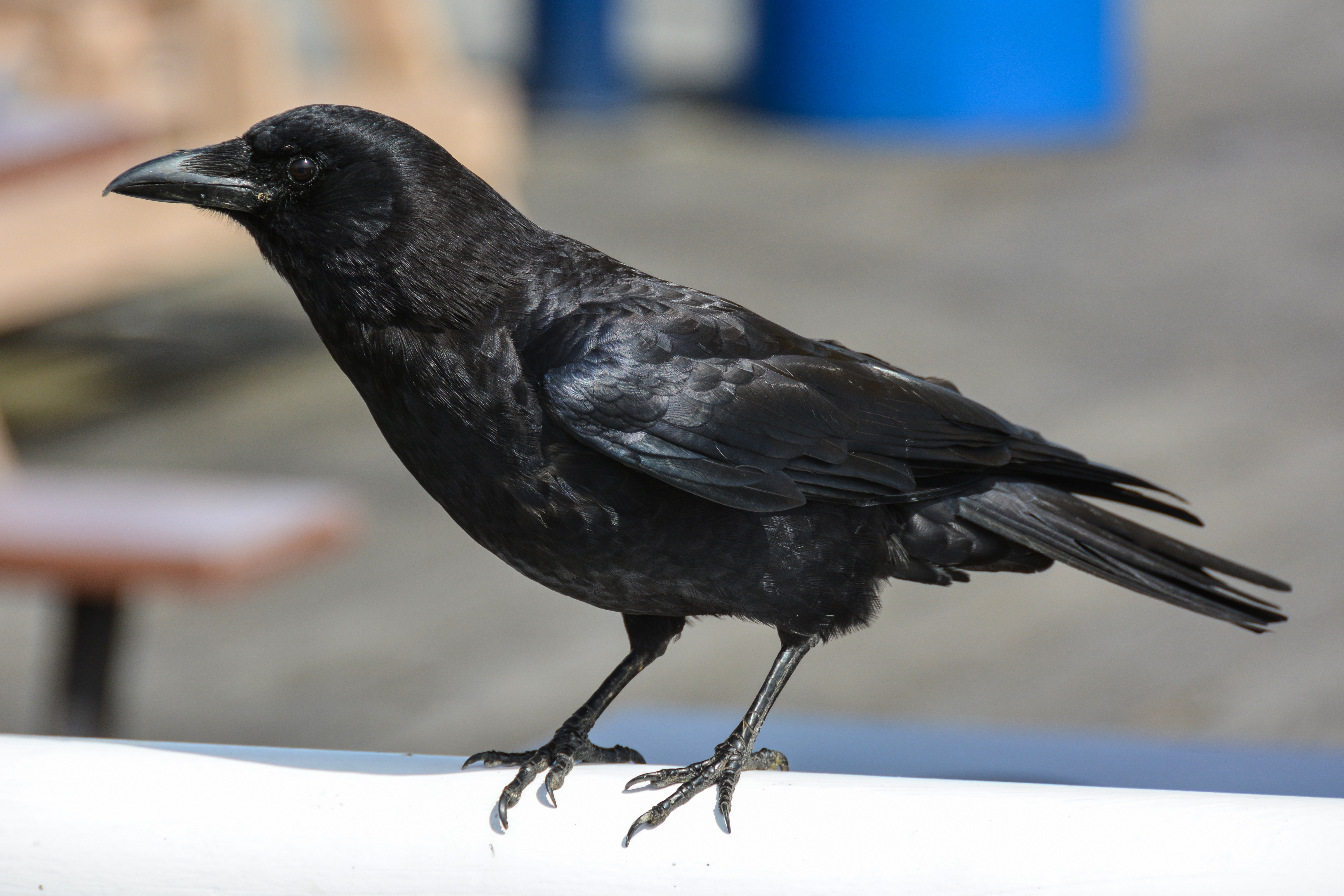
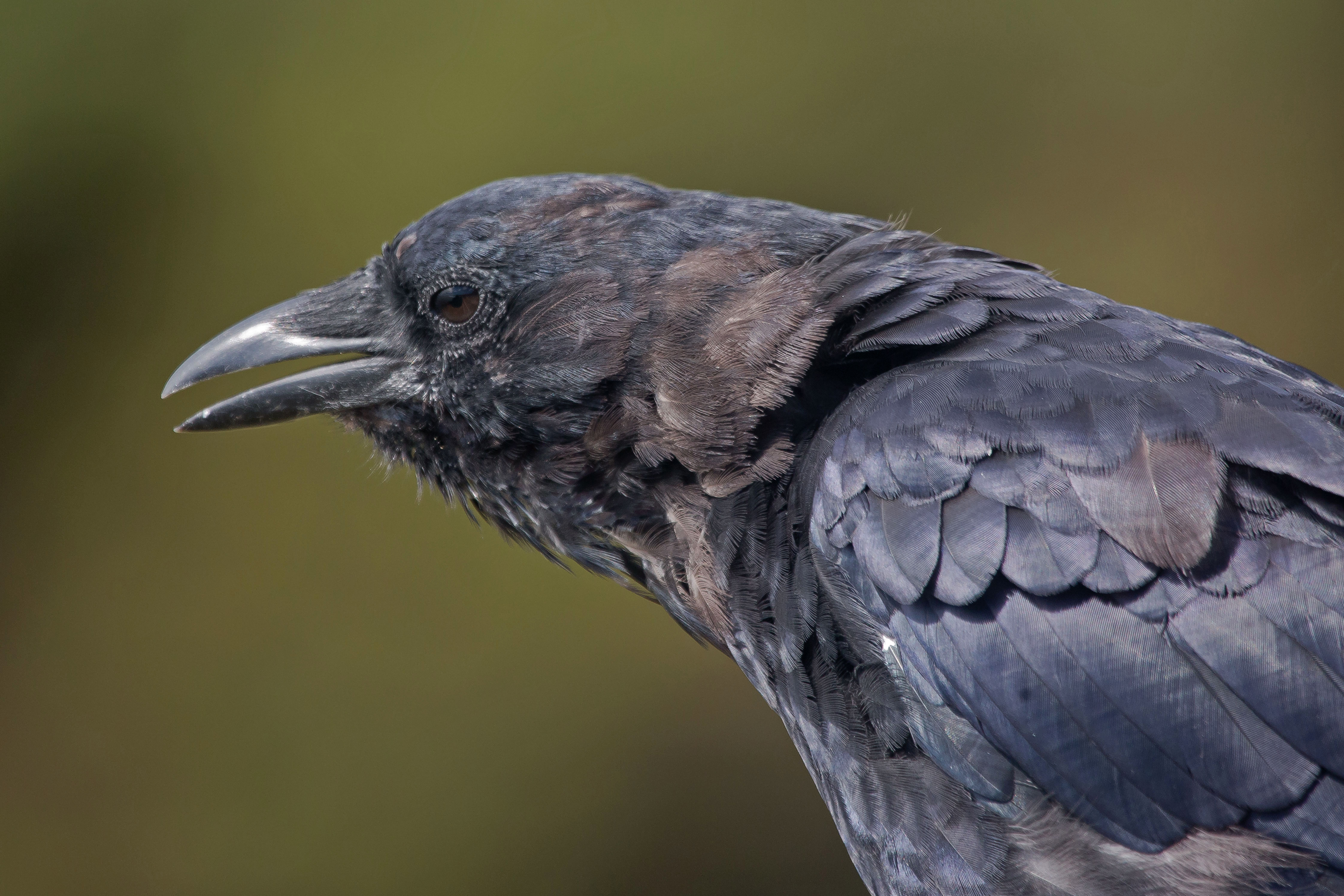